# Luis Linares Becerra
Luis Linares Becerra (Madrid, 8 de julio de 1887-Madrid, 16 de octubre de 1931) fue un dramaturgo, periodista e inspector de enseñanza español. Padre de las populares novelistas Luisa-María Linares y Concha Linares-Becerra, además de primo del dramaturgo Manuel Linares Rivas.

## Biografía
Luis Linares Becerra nació el 8 de julio de 1887 en Madrid, España. Era primo del dramaturgo Manuel Linares Rivas. Contrajo matrimonio con María Concepción Martín de Eugenio, con la que tuvo tres hijas:  María Concepción, María del Carmen y Luisa María.
Se licenció en Letras y doctoró en Derecho. Obtuvo por oposición plaza en la Escuela Superior del Magisterio, donde tras ejercer varios años, pasó a ejercer como Inspector de Enseñanza.
Simultaneó sus estudios y profesión con la dramaturgo y periodista, trabajando para el Diario Universal. Fue además cofundador y secretario de la revista Teatro de Arte.
Desde 1924, ejerció además como gerente de la Sociedad de Autores Españoles, era también presidente de la Sociedad Protectora de Animales y Plantas.
Falleció a los 44 años, el 16 de octubre de 1931 en Madrid.
Tras su fallecimiento su hija Concha Linares-Becerra comenzó a publicar obras en 1933 y su hija Luisa-María Linares en 1939.

### Teatro
- ¡¡Gloria a Cervantes!! (1905) en colaboración con Javier de Burgos y Rizzoli
- Granete (1906) en colaboración con Ángel Cuellar
- Alma negra (1907) en colaboración con Javier de Burgos y Rizzoli
- Entre tejas (1908) en colaboración con Fernando Hernández
- Canciones rebeldes (1908)
- El calor del nido (1908)
- Como las flores (1909) en colaboración con Javier de Burgos y Rizzoli
- El castillo de las águilas (1909) en colaboración con Javier de Burgos y Rizzoli
- La nubecita (1909) en colaboración con Javier de Burgos y Rizzoli
- La noche del rompimiento (1910) en colaboración con Javier de Burgos y Rizzoli
- Los ojos vacíos (1910) en colaboración con Javier de Burgos y Rizzoli
- Sor Angélica (1911) en colaboración con Javier de Burgos y Rizzoli
- ¡Y sigue la vida! (1911) en colaboración con Luis Germán y Bastón
- Los lugareños (1912) en colaboración con José María Martín de Eugenio
- Los pantalones de mi mujer (1913) en colaboración con José María Martín de Eugenio
- El buen amor (1913) en colaboración con Daniel López de Orense
- La escuela de las cortesanas (1914)
- El gran simulacro (1914) en colaboración con Javier de Burgos y Rizzoli
- El poco juicio (1914) en colaboración con José Mesa Andrés
- El secreto de la biblioteca (1915) en colaboración con José Mesa Andrés
- El Barrio Latino (1915) en colaboración con Javier de Burgos y Rizzoli y José Mesa Andrés
- La Reina Juguete (1916) en colaboración con Javier de Burgos y Rizzoli
- El ángel bueno (1916) en colaboración con José María Solanas de la Infanta
- El puente de los crímenes (1916) en colaboración con José María Solanas de la Infanta
- El guante rojo (1918)
- Agua de borrajas (1918) en colaboración con Antonio Estremera
- Secretaria particular (1919) en colaboración con Antonio Estremera
- La princesita de las trenzas de oro (1920)
- Artagnán y los mosqueteros del Rey (1922) en colaboración con Javier de Burgos y Rizzoli
- Teatro de emoción y de misterio: El canciller de hierro + La musa de mármol (1925)
- Los cuatro jinetes del Apocalipsis (1928)
- El Teatro en la escuela (1929)

### Otras publicaciones
- Osma (1915)
- La Isla de Cuba desde el punto de vista económico